# Скворцово
Скворцо́во (рос. Скворцово) — село у складі Хабаровського району Хабаровського краю, Росія. Входить до складу Восточного сільського поселення.

## Населення
Населення — 158 осіб (2010; 199 у 2002).
Національний склад (станом на 2002 рік):
- росіяни — 94 %